# Mestre del Dípilon
El mestre del Dípilon és un nom que s'ha convingut per designar un antic pintor de gots grecs que estigué actiu al voltant del 760-750 ae.

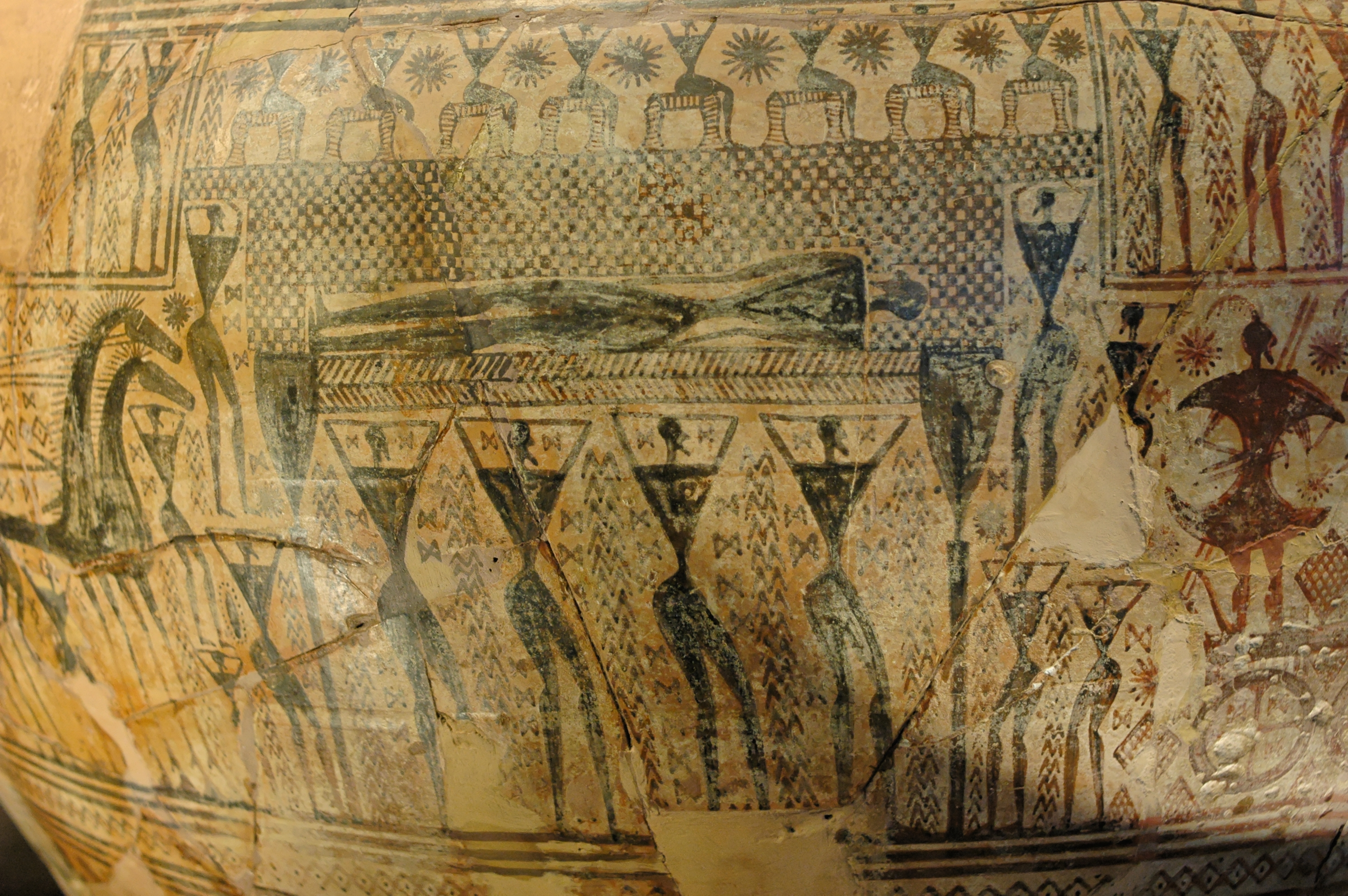
Escena de próthesis que representa un difunt en el seu llit fúnebre envoltat de ploramorts en un crater del mestre del Dípilon, c. 750 ae, Museu del Louvre

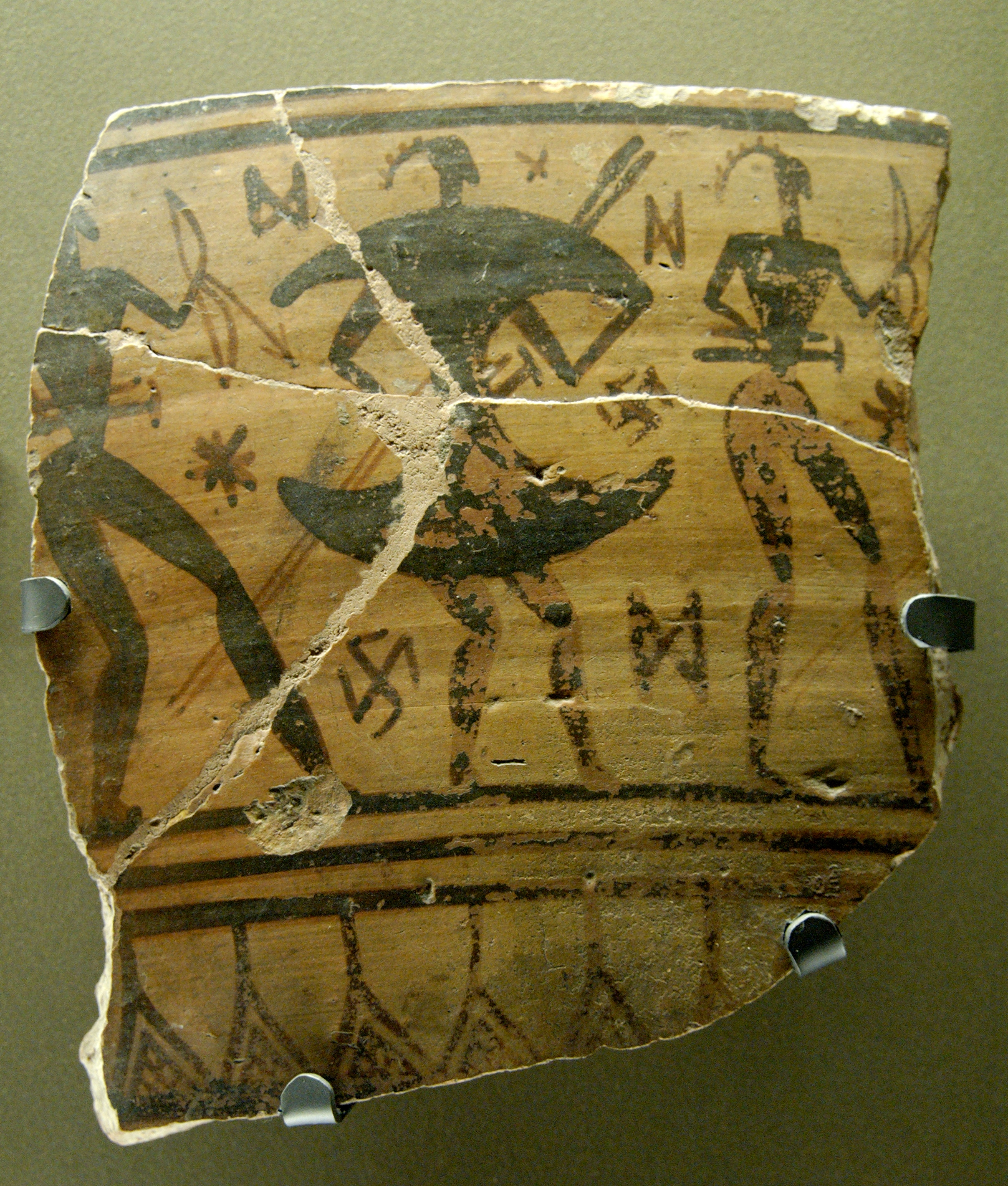
Guerrers, un amb escut característic. Fragment de crater. Mestre del Dípilon, c. 750 ae, Museu del Louvre

Va treballar a Atenes, on ell i el seu taller elaboraren grans gots funeraris per a les inhumacions del cementeri del Dípilon, d'on prové el seu apel·latiu, perquè se'n desconeix el nom. El seu treball pertany a l'etapa més tardana de l'estil geomètric (geomètric recent) i els seus atuells, que arribaven a fer fins a 1,60 m d'alçada, se'ls inutilitzava intencionadament amb un forat en el fons per servir com a làpides de les tombes aristocràtiques, si no, servien per a recipients de libacions.
El procés d'abstracció que havia portat a la figura humana i les narracions que es relataven perquè s'incorporaren a la decoració geomètrica pura, mantenint la funció de representació, havien dut aquest gran ceramista i el seu taller al límit de les possibilitats expressives. L'«estil Dípilon» dominà l'escena durant un breu temps. L'últim dels seus més propers col·laboradors deixà de pintar al voltant del 735 ae, sols vint-i-cinc anys després que la carrera del mestre del Dípilon començara.
El seu estil es caracteritza per l'ús del fris continu en la decoració dels gots, entre els quals destaca l'àmfora 804 del Museu Arqueològic Nacional d'Atenes. Entre bandes de motius geomètrics, n'hi ha una o dues de centrals, encaixades entre les nanses i, com a ceràmica funerària, estaven decorades amb representacions d'escenes de próthesis, que representen el dol de la persona morta (amb l'exposició del mort i els planys) o escenes de desfilades de carros de guerra de cavalls (ekphora) i de guerrers. Les figures són molt esquemàtiques, amb tors triangular, cames llargues i un punt per cap, amb una lleugera barbeta.
Gairebé 50 gots s'han atribuït al mestre del Dípilon i el seu taller, i set se li atribuïren expressament a ell. Les seues imatges són les primeres d'art figuratiu trobades a Grècia després del col·lapse de la cultura palatina micènica.
Els personatges es representen amb els braços, el tors i les cames de perfil, mentre que en la plasmació de les cerimònies fúnebres, als carros es mostren les dues rodes i les vuit potes dels dos cavalls. A diferència d'altres escenes, cap personatge es combina amb un altre per omplir els espais en blanc, però la part de l'escena imaginada, allunyada, s'insereix en una capa superposada.

## Obres atribuïdes
- Àmfora funerària atenesa, del geomètric tardà I, c. 760-750 ae, silueta sobre terracota, alçada: 155 cm, Atenes, Museu Arqueològic Nacional. Origen: necròpoli del Dípilon, Atenes.[3][4][5]
- Crater funerari atenenc fragmentat, geomètric tardà I, circa 750 ae, silueta sobre terracota, amplària: 58 cm, París, Museu del Louvre. Origen: necròpoli del Dípilon, Atenes.[6][7][5]
- Àmfora funerària atenesa fragmentària, geomètric tardà I, silueta sobre terracota, París, Museu del Louvre.[8][5]
- Àmfora funerària atenesa, geomètric tardà I, Atenes, Museu Arqueològic Nacional. Origen: necròpoli del Dípilon.[9][5]
- Enòcoa atenesa, geomètric tardà I, Atenes, Museu Arqueològic Nacional. Origen: necròpoli del Dípilon.[10][5]
- Brocca atenés, geomètric tardà I, Atenes, Museu Arqueològic Nacional.[11][5]
- Àmfora atenesa fragmentària, geomètric tardà I, Atenes, Museu de l'Àgora.[12][5][13]